# Cylindrotheristus normandicus
Cylindrotheristus normandicus är en rundmaskart som först beskrevs av De Man 1890.  Cylindrotheristus normandicus ingår i släktet Cylindrotheristus och familjen Monhysteridae. Arten är reproducerande i Sverige. Inga underarter finns listade i Catalogue of Life.